# Zbraslavský hřbitov
Zbraslavský hřbitov se nachází v Praze 5, na území Prahy 16 v městské čtvrti Zbraslav na vrchu Havlín, při kostele svatého Havla. Má rozlohu přibližně 1,6 hektaru.

## Historie
Hřbitov byl založen již ve středověku při původní kapli svatého Havla. Kaple byla rozšířena a po zrušení zbraslavského konventu se kostel stal hřbitovním. Na jeho zdech jsou náhrobní desky a v okolí nejstarší náhrobky z 19. století. Na hřbitově se též nachází osmiboká barokní kostnice z roku 1723. Údajně při stavbě hrobky „na straně polední“ odkryli dělníci silné zdivo, které bylo skryto přibližně 1 metr pod zemí. Jeho část byla ponechána jako základ pro pomník (hrob 326).
V urnovém háji jsou umístěny sochy Františka Bílka, Josefa Wagnera a Bohuslava Kafky. Umělecky cenný je náhrobek z roku 1880 se sochou Ježíše od Josefa Václava Myslbeka. V roce 1961 byl na jihozápadním svahu Havlína ke starému hřbitovu připojen urnový háj. Ve své době světově unikátní pojetí pietního prostoru vč. rozptylové loučky navrhl zbraslavský architekt Hynek Svoboda.
Pohřbeni jsou zde například historik umění a ředitel Národní galerie dr. Jiří Kotalík (1920–1996) nebo skladatel a kapelník Jaromír Vejvoda (1902–1988), Karel Michal (č. 1151). Byli zde rozptýleni Luděk Munzar, Zdeněk Burian, Luděk Nekuda, Dana Medřická, režisér Jan Němec, Jana Hlaváčová.